# Journal of Investigational Allergology and Clinical Immunology
Journal of Investigational Allergology and Clinical Immunology is een internationaal, aan collegiale toetsing onderworpen open access wetenschappelijk tijdschrift op het gebied van de allergieën en immunologie. De naam wordt in literatuurverwijzingen meestal afgekort tot J. Investig. Allergol. Clin. Immunol. Het wordt uitgegeven door Esmon Publicidad namens de International Association of Asthmology en verschijnt 4 keer per jaar. Het eerste nummer verscheen in 2004.